# Arkansas State Route 221
Arkansas State Route 221 ist ein Highway im US-Bundesstaat Arkansas, der in Nord-Süd-Richtung verläuft.
Der Highway beginnt an der Missouri State Route 39 und endet in Berryville am U.S. Highway 62. Die letzten 2 Meilen werden auch als Arkansas State Route 21 ausgezeichnet, bevor die State Route am US 62 endet.